# Roberto Trevizan

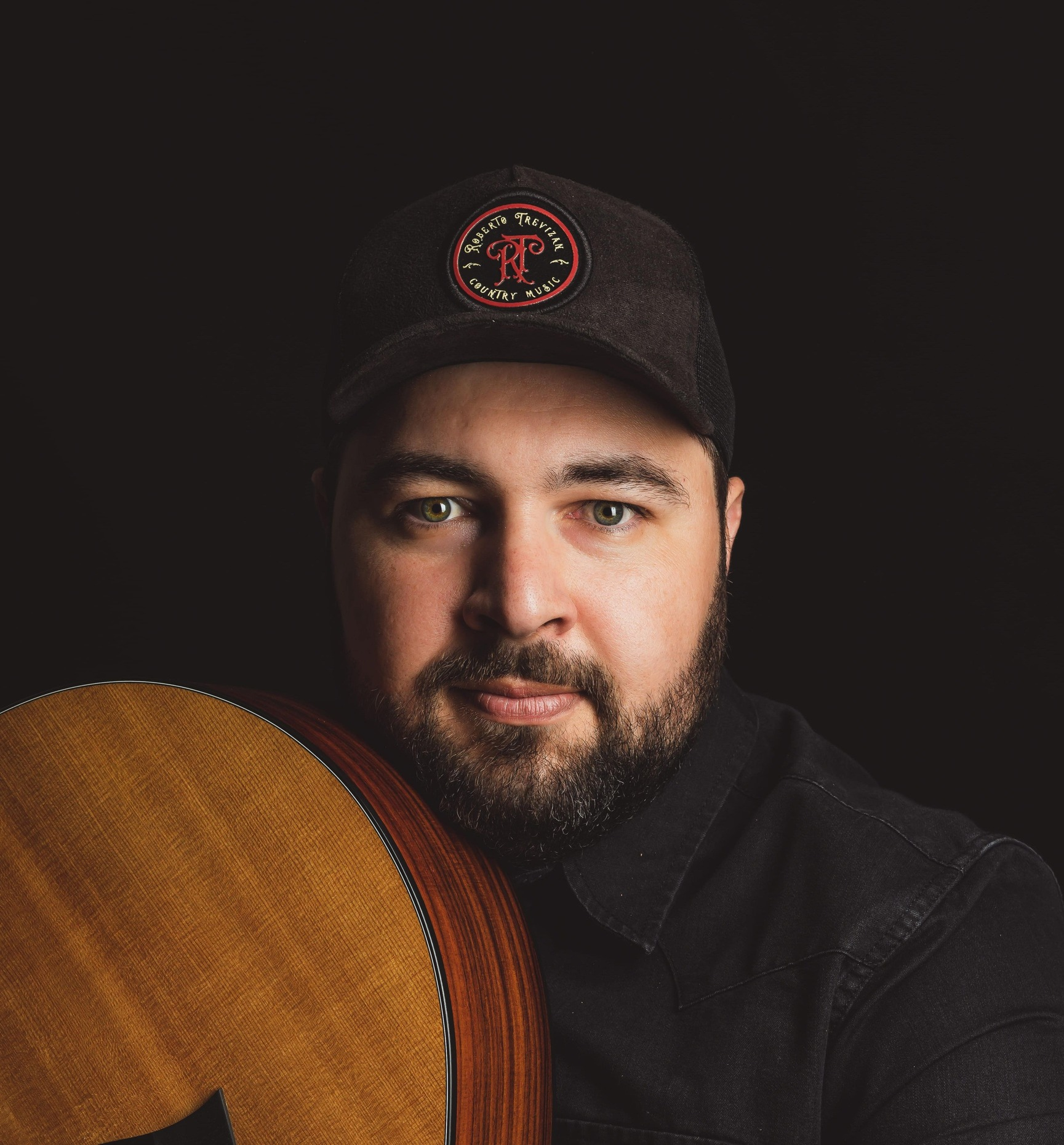

Roberto Trevizan (Joinville, 11 de outubro de 1986), é um cantor e compositor de música country. Seus trabalhos autorais e shows locais fazem com que a música country americana seja divulgada no Brasil.

## Biografia

### Infância e juventude
Roberto Trevizan é o terceiro filho de Ana Trevizan e Mauro Trevizan, possui 4 irmãos e sempre teve uma infância humilde. Viu na música uma forma de distração onde desde os 7 anos já ouvia Elvis Presley.
Aos 16 anos começou a tocar violão e iniciou de forma lenta sua jornada na música.
Trevizan cantava normalmente na escola, nos intervalos, mas sempre teve a timidez como um grande obstáculo durante sua juventade.

### Carreira
Em Joinville, Trevizan intensificou as apresentações em bares e festivais a partir de 2017. Seu primeiro EP, lançado de forma independente em 2017, é intitulado Corn and Pride
. 
Ao ter suas músicas tocadas nas rádios da região, Trevizan passou a ser mais conhecido, inclusive ganhando destaque em trazer a música country para a região, de forma autoral. 

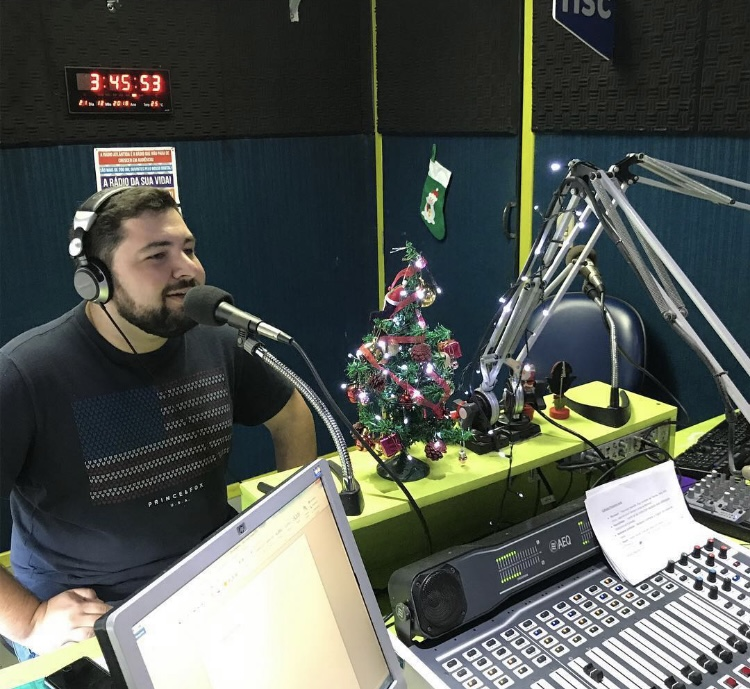
Entrevista na Rádio Atlantida Joinville em 2018

Seu segundo álbum,  [[Real Tips]] (2022), lançado de forma independente em 03/06/2022, trouxe mais notoriedade ao artista.

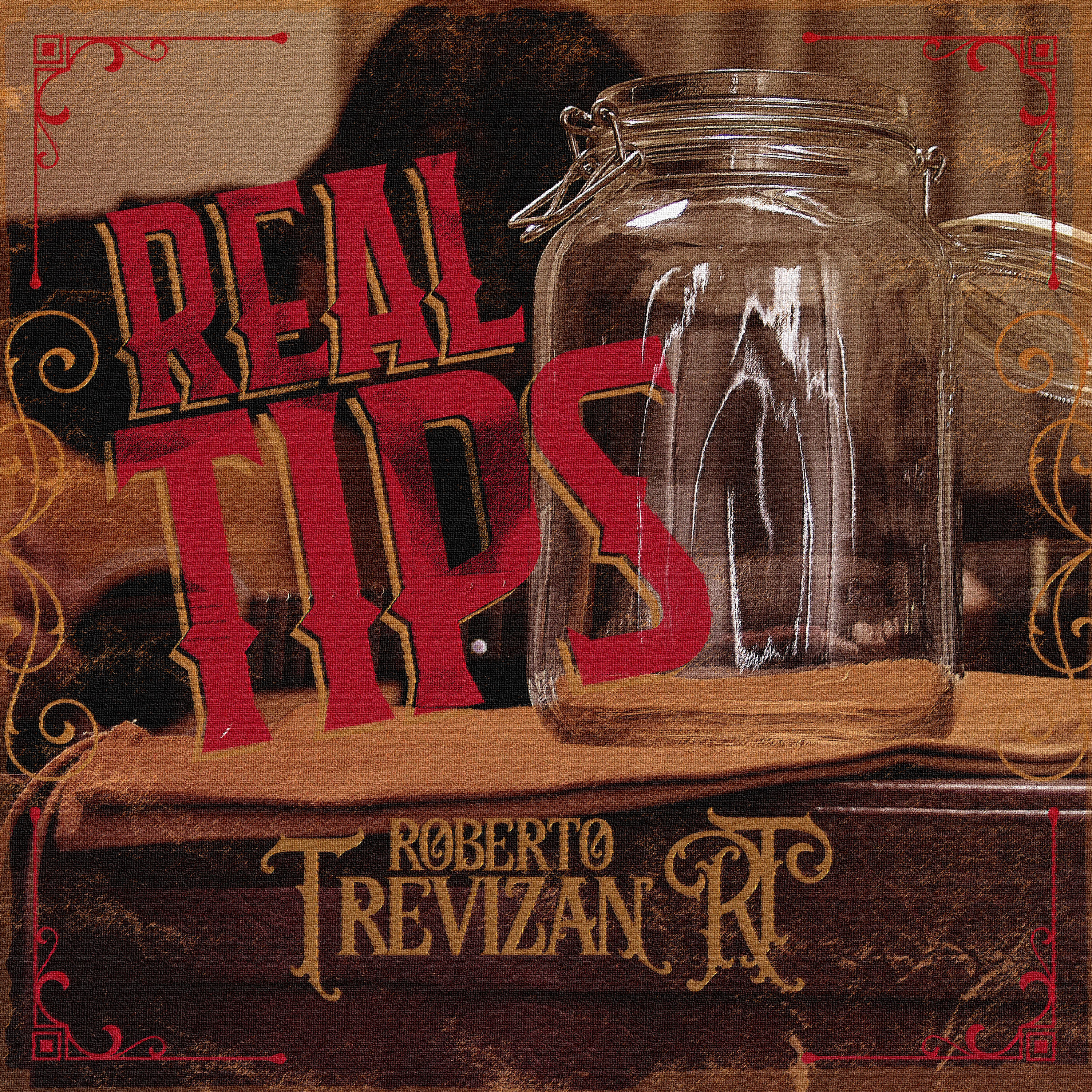
Capa de Real Tips, lançado em 3 de Junho de 2022.

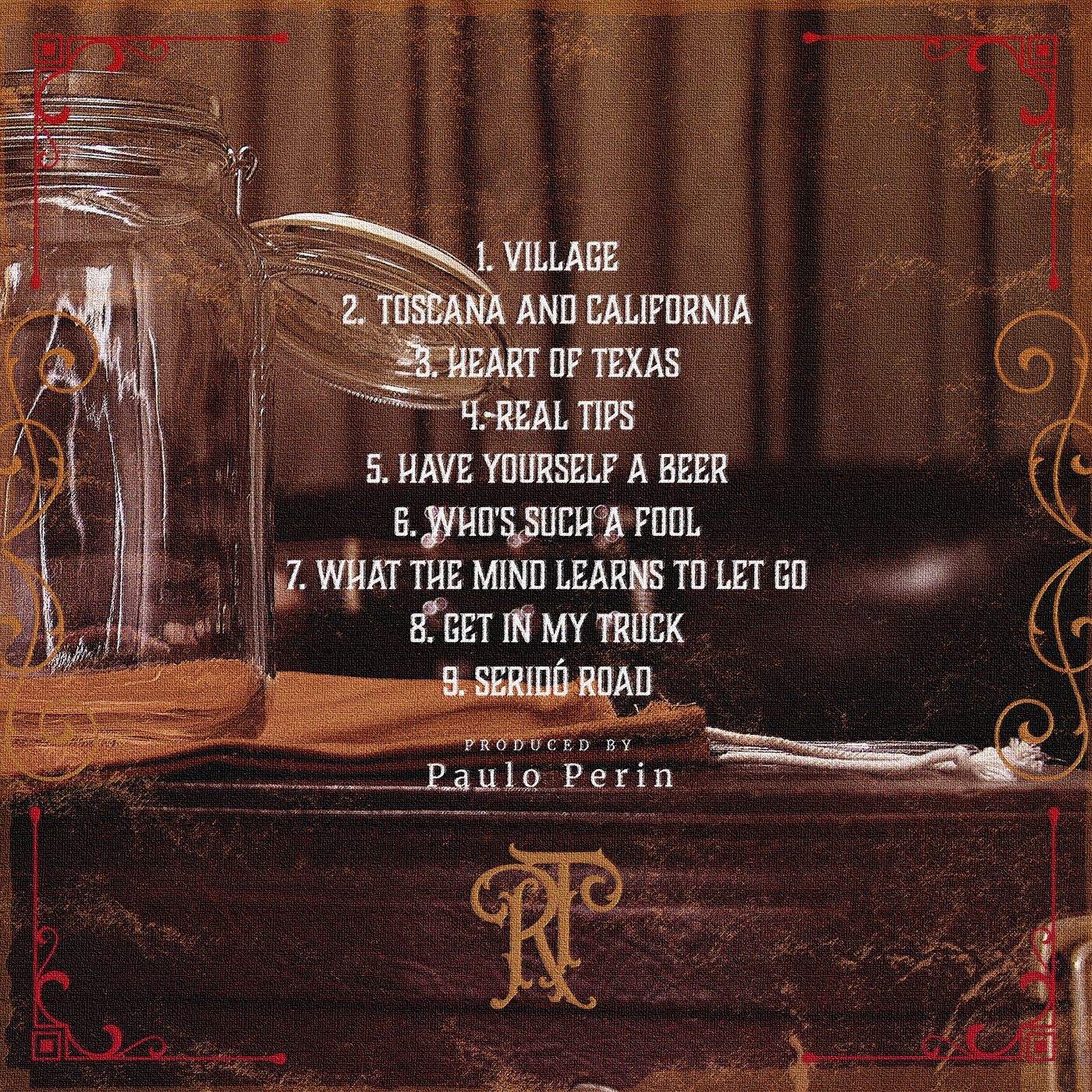
Contra Capa Álbum Real Tips

Assim ganhando destaque em vários meios de comunicação.
Em Junho de 2022 Trevizan foi convidado pela The Recording Academy para passar a ser um membro votante da academia. 
Passando a compor a lista dos profissionais da música que decidirão os vencedores das próximas edições do prêmio. 
Roberto Trevizan faz parte da Recording Academy Americana, do Capítulo de Nashville [[Nashville Chapter Board]], justamente o berço da country music. Como “voting member”. 
“Isso representa o reconhecimento de uma sociedade de música à um artista independente, brasileiro de Joinville, que faz música country americana em outro país. Isso abre portas e inspira outros artistas que buscam também ser ouvidos e reconhecidos, mesmo que não sejam famosos. Além disso, o Brasil passa a ter um representante na academia de música dos Estados Unidos”, comemora Trevizan, que começou a se apresentar em bares locais em 2009.
Trevizan passa a ser uma referência não só no estado  mas também no Brasil com relação à música country. 
No dia 27 de dezembro de 2022 a CD_Baby lançou a entrevista completa realizada com Roberto Trevizan "ROBERTO TREVIZAN: De Artista para Artista #7 | CD Baby Brasil" onde o artista contou sobre a trajetória na música Country.
Em 09 de junho de 2023 Roberto Trevizan lançou um single "New Start".  que teve destaque na página Saving Country Music  sendo considerada entre as 25 melhores músicas de Real Country Music no momento. "Roberto Trevizan com Matheus Canteri– “New Start” – Música country do Brasil? Música countrydo Brasil! Roberto Trevizan pode viver ao sul da linha do equador, mas como prova “New Start” com Matheus Canteri, ele tem um faro para o sotaque country e as melodias que o pessoal dos Estados Unidos deveria conhecer.".
Trevizan também esteve na TV apresentando sua nova música, onde participou do Programa Ver Mais da Ric Record Joinville. 
Trevizan também faz parte da ACM - Academy of Country Music (Academia de Country Music) da classe de 2023.
Em 09 de Junho de 2023 Roberto Trevizan lançou um novo Single chamado "New Start"  gravado em Nashville em Abril de 2023 com a produção de Matheus Canteri.
"New Start" teve uma grande repercussão e inclusive atraiu interesse de uma das páginas mais renomadas do mundo da "Verdadeira Country Music", a página "Saving Country Music". "Roberto Trevizan pode viver ao sul do equador, mas como prova “New Start” com Matheus Canteri, ele tem um faro incrível para o sotaque country e músicas que o pessoal dos Estados Unidos deveria conhecer." mencionado pelo site em 11/06/2023. 